# Förste
Förste ist ein Dorf im südwestlichen Harzvorland und Ortsteil der Stadt Osterode am Harz im Landkreis Göttingen (ehemals Landkreis Osterode am Harz) in Südniedersachsen, Deutschland.

## Geographie
Förste liegt etwa 7 km von Osterode am Harz entfernt im Sösetal am Fuße des Höhenzuges Lichtenstein. Auf diesem befindet sich die gleichnamige Burgruine Lichtenstein. Sie gehört ebenso wie die unterhalb zur Söse hin gelegene Lichtensteinhöhle zur Gemarkung Dorste. Die nicht zugängliche Höhle ist eine der bedeutendsten archäologischen Fundstätten Niedersachsens. Förste liegt im Karstgebiet mit zahlreichen Quellen.

## Geschichte
Die erste bekannte urkundliche Erwähnung unter dem Namen „Foresazi“ datiert auf das Jahr 990 n. Chr., sodass 1990 das tausendjährige Bestehen gefeiert wurde. 990 schenkte der spätere Kaiser Otto III. seiner Schwester Sophie diesen damals im Liesgau gelegenen Ort. Der Ort erscheint 1299 als „Vorstete“, später wird er „Vorste genannt“. Kurz darauf, 1303, stiftete Ritter Günzel Letgast sowie seine Söhne Hans und Günzel eine Kapelle in die ehre vnser leuen fruwen vnte sonte Merten. Mitte des 19. Jahrhunderts war das Dorf an das Amt Osterode angeschlossen. Es zählte 1231 Einwohner auf 195 Wohngebäude. Die Pfarrei wurde von Nienstedt bestellt.
Eine Seitenlinie des Adelsgeschlechtes Oldershausen besaß einen Gutshof im Dorf, der jedoch Mitte des 20. Jahrhunderts aufgegeben wurde.

## Eingemeindungen
Anlässlich der Gebietsreform wurde Förste am 1. Juli 1972 in die Stadt Osterode am Harz eingemeindet.

## Religionen
Förste bildet gemeinsam mit Nienstedt die Ev.-luth. St. Martins-Kirchengemeinde. Obwohl es auch einige Mitglieder anderer Religionsgemeinschaften gibt, sind diese nicht mit eigenen Gemeinschaftseinrichtungen in Förste vertreten.

## Politik

### Ortsrat
Zusammen mit Nienstedt bildet Förste einen gemeinsamen Ortsrat, der 13 Ratsmitglieder umfasst (Veränderungen zu 2016).
- SPD: 8 Sitze (±0)
- CDU: 4 Sitze (−1)
- FDP: 1 Sitz (+1)

(Stand: Kommunalwahl 2021)

### Bürgermeister
Ortsbürgermeister ist seit November 2021 Harald Dix (SPD).

### Wappen
Beschreibung: Das Förster Wappen zeigt auf silbernem Grund einen mit goldener Trense gezäumten Pferdekopf, der einen grünen, mit rotweißer Schleife verzierten Birkenkranz um den Hals trägt.
In Förste findet alljährlich am Pfingstsonntag das traditionelle Kranzreiten statt. Urkunden über die Entstehung liegen nicht vor. Nach Privatchroniken soll der Brauch bis in die Zeit des Sachsenkönigs Heinrich I. zurückzuführen sein und damals den Zweck gehabt haben, die Dorfbewohner im Waffen- und Reitdienst zu üben, damit sie sich gegen die Ungarneinfälle schützen konnten. An diesem Kranzreiten dürfen sich nur einheimische Reiter auf Kaltblutpferden beteiligen. Der Sieger bei diesem Reiten erhält als äußeres Zeichen einen großen Birkenkranz, der bei den nachfolgenden historischen Handlungen vom Pferd um den Hals getragen wird. Geritten werden darf nur mit Trense und ohne Sattel.
Das Förster Wappen wurde 1956 von der zuständigen Landesbehörde genehmigt und verliehen. Besonders verdient gemacht hat sich um die Wappengestaltung und -verleihung der damalige Förster Gemeindedirektor, Rudi Hattenbauer.

## Kultur und Sehenswürdigkeiten
Durch Förste verläuft der der mittlerweile 254 km lange Karstwanderweg nach Pölsfeld in Sachsen-Anhalt. Dieser begann bzw. endete ursprünglich am Förster Mühlenteich. Seit April 2014 führt er weiter zum HöhlenErlebnisZentrum an der Iberger Tropfsteinhöhle bei Bad Grund, das auch auf die bei Förste liegende Lichtensteinhöhle eingeht.

### Musik
- Musikzug der Freiwilligen Feuerwehr Förste
- Gemischter Chor Förste
- Chor „Voices“
- „Black Bear Skiffle Company“
- „Red Stallions“ Marchingband e. V.

### Sport
- MTV Förste
- Radsportverein „Frisch Auf“ Förste
- Sportverein von 1928
- Tennisverein „Sösetal“
- Tischtennisclub
- Angelsportverein 1962 e. V. Förste
- Schützenverein Förste von 1913 e. V.

## Wirtschaft und Infrastruktur

### Verkehr
Förste ist über Busse nach Osterode angebunden. Die Autobahn A 7 ist innerhalb von 15–20 Minuten zu erreichen. Die nächsten Bahnhöfe befinden sich in Osterode, Wulften und Northeim. Früher besaß Förste einen Bahnhof an der heute stillgelegten Kleinbahnstrecke Osterode–Kreiensen.

### Wirtschaft
Im Ort befinden sich diverse Geschäfte, Handwerksbetriebe und Ärzte. Am Lichtenstein wird Gips abgebaut. Bis 2022 gab es die 'Grafenquelle' als Mineralwasser-Anbieter.

### Bildung
- Kindergarten
- Grundschule Sösetal

## Persönlichkeiten
- Heinrich Böttger (1801–1891), Theologe, Historiker, Archivar, Bibliothekar und Heimatforscher
- Franziska von Oldershausen (1878–1934), Lehrerin, Schulvorsteherin, Kommunalpolitikerin, Schulbuch- und Kinderbuch-Autorin
- Gerhard Reinecke (1945–2022), Jurist
- Ulrike Wolff-Gebhardt (1947–2016), Beamtin und Politikerin (SPD), Staatssekretärin des Landes Schleswig-Holstein